# Poison Creek (Wind River)
Der Poison Creek ist ein etwa 108 km langer, rechter Nebenfluss des Wind River im Zentrum des US-Bundesstaates Wyoming.

## Verlauf
Der Poison Creek entspringt im westlichen Natrona County, südlich der Bighorn Mountains auf einer Höhe von etwa 1890 m, etwa 10 km nordwestlich von Hell’s Half Acre und 70 km nordwestlich von Casper. Von dort fließt er zunächst in südwestliche Richtung, durchfließt einige kleinere Stauseen und unterquert den U.S. Highway 20, der dem Fluss bis zur Mündung folgt. Der Poison Creek passiert Hiland und erreicht das Fremont County, wo er südlich der Moneta Hills in westliche Richtung in das Wind River Basin fließt. Mit dem Deer Creek erhält er von links seinen einzigen größeren Nebenfluss. Oberhalb seiner Mündung unterquert der Poison Creek die hier gebündelt verlaufenden Highways US-26 und WYO-789, passiert Shoshoni und mündet unmittelbar westlich des Ortes auf einer Höhe von 1441 m in den hier zum Boysen Reservoir aufgestauten Wind River.

## Hydrologie
Der Poison Creek ist als Nebenfluss des Wind River Teil des Einzugsgebietes des Bighorn River, der über Yellowstone River, Missouri und Mississippi in den Golf von Mexiko entwässert. Das Einzugsgebiet des Poison Creek umfasst ein Areal von etwa 1300 km² und grenzt an die Einzugsgebiete von Badwater Creek im Norden, South Fork Powder River im Osten, Dry Creek und Sage Hen Creek im Süden sowie Muskrat Creek im Südwesten. Der mittlere Abfluss am Pegel oberhalb der Mündung in Shoshoni beträgt 0,005 m³/s, Abflüsse finden sich nur in den Monaten März bis Juni. Der Poison Creek weist aufgrund seiner Lage im semiariden Wind River Basin eine periodische Wasserführung auf.

## Belege
1. 1 2 3 4 5 6  Poison Creek. In: Geographic Names Information System. United States Geological Survey, United States Department of the Interior (englisch).
2. ↑  USGS 06255500 POISON CREEK NEAR SHOSHONI, WY. Abgerufen am 14. November 2024.